# 吉野孝
吉野 孝（よしの たかし、1954年 -）は、日本の政治学者。早稲田大学政治経済学部教授。専門は英米政治学。

## 経歴
長野県生まれ。1978年、早稲田大学政治経済学部卒業。1988年、同大学院政治研究科博士課程退学。
1988年、早稲田大学政治経済学部講師、1990年、早稲田大学政治経済学部助教授。フルブライト・プログラムにて、ウィスコンシン大学マディソン校留学。1995年、早稲田大学政治経済学部教授。2004年、早稲田大学政治経済学術院教授。早稲田大学総合政策科学研究所研究員、早稲田大学日米研究機構長、新宿区議会議員政治倫理審査会会長。元ジョンズ・ホプキンス大学高等国際問題研究大学院（SAIS）客員研究員。

## 共著
- 『アメリカの政治と社会』（有斐閣, 1995年）
- 『現代アメリカ政治の変容』（勁草書房, 1999年）
- 『現代日本政治小辞典』（ブレーン出版, 1999年）
- 『政治学事典』（弘文堂, 2000年）
- 『現代の政治と選挙』（有斐閣, 2001年）
- 『誰が政治家になるのか―候補者選びの国際比較』（早稲田大学出版部, 2001年）
- 『最新版　現代日本政治小辞典』（ブレーン出版, 2001年）
- 『2003年度版 現代日本政治小辞典』（ブレーン出版, 2003年）
- 『2005年度版 現代日本政治小辞典』（ブレーン出版, 2005年）
- 『2008年 アメリカ大統領選挙―オバマの当選は何を意味するのか』（東信堂, 2009年）
- 『オバマ政権はアメリカをどのように変えたのか―支持連合・政策成果・中間選挙』（東信堂, 2010年）
- 『世界政治経済と日本・米国・中国』（東洋経済新報社, 2010年）
- 『東アジア統合の政治経済・環境協力』（東洋経済新報社, 2011年）
- 『オバマ後のアメリカ政治―2012年大統領選挙と分断された政治の行方』(東信堂, 2014年)
- 『政治を学ぶための基礎知識 論点 日本の政治』(東京法令出版, 2015年)

## 監修
- 『変容するアジアと日米関係』（東洋経済新報社,2012年）

## 所属学会
- 日本政治学会
- 日本選挙学会
- アメリカ政治学会